# 阿尔比主教城
阿尔比主教城（法语：Cité épiscopale d'Albi）是法国西南部塔恩省城市阿尔比历史中心的一个建筑片区，以主教座堂和主教宫为中心，位于塔恩河左岸。該城建于中世纪，主要为红砖砌筑，风格连贯一致。其核心区占地19公顷，全区64公顷，俯瞰河流，四周环绕着中世纪的街区。这些古迹和街区在几个世纪以来都没有发生重大变化。2010年列为世界遗产。主要建筑包括：
- 阿尔比主教座堂：1862年列为法国历史古迹[3]；
- 贝尔比宫（主教宫，图卢兹-洛特雷克美术馆）：1862年、1965年列为法国历史古迹[4]；
- 老桥：1921年列为法国历史古迹[5]；
- 圣沙维乌堂（Collégiale Saint-Salvi）：在1846年和1922年列为法国历史古迹[6].

## 照片集錦

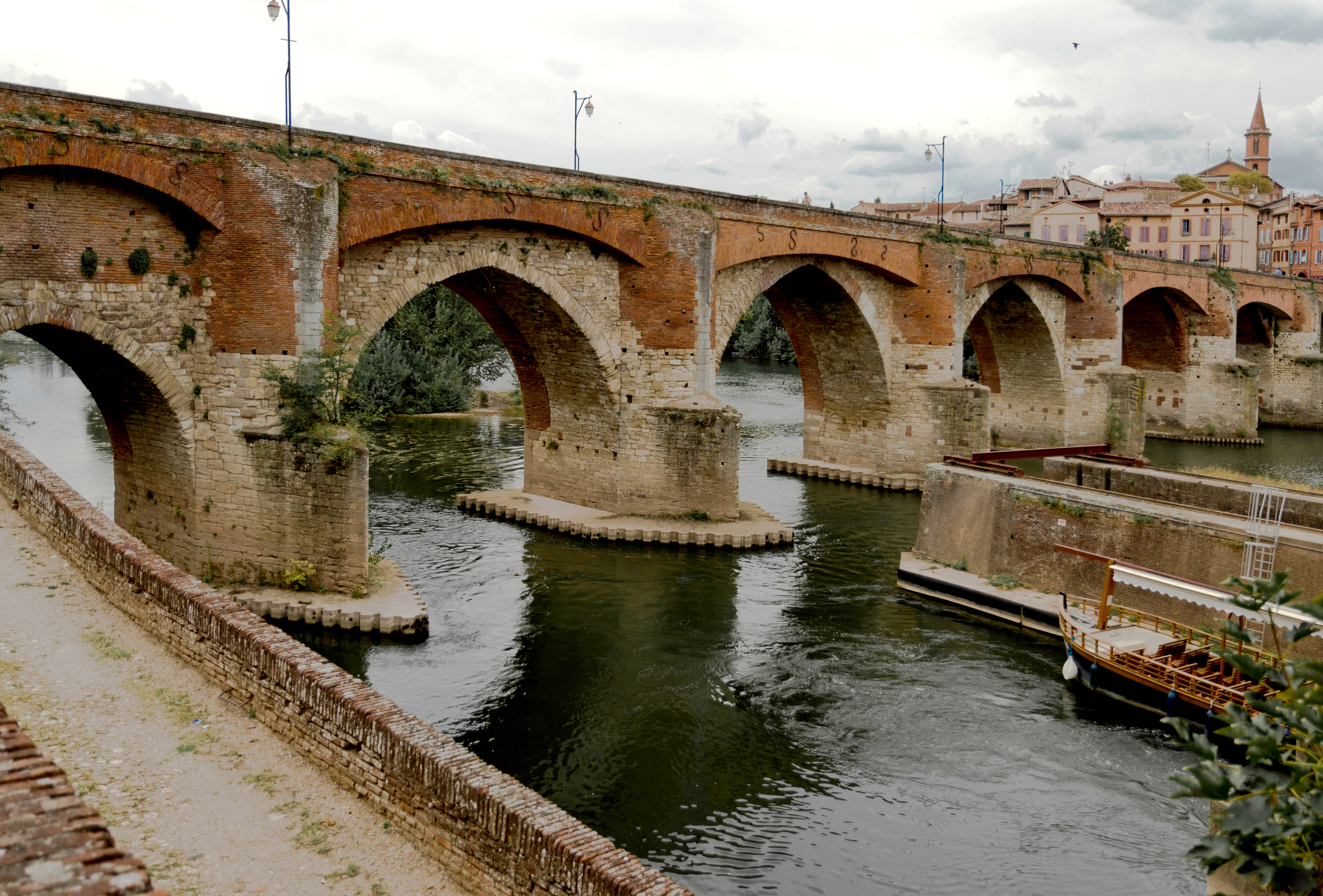
老桥
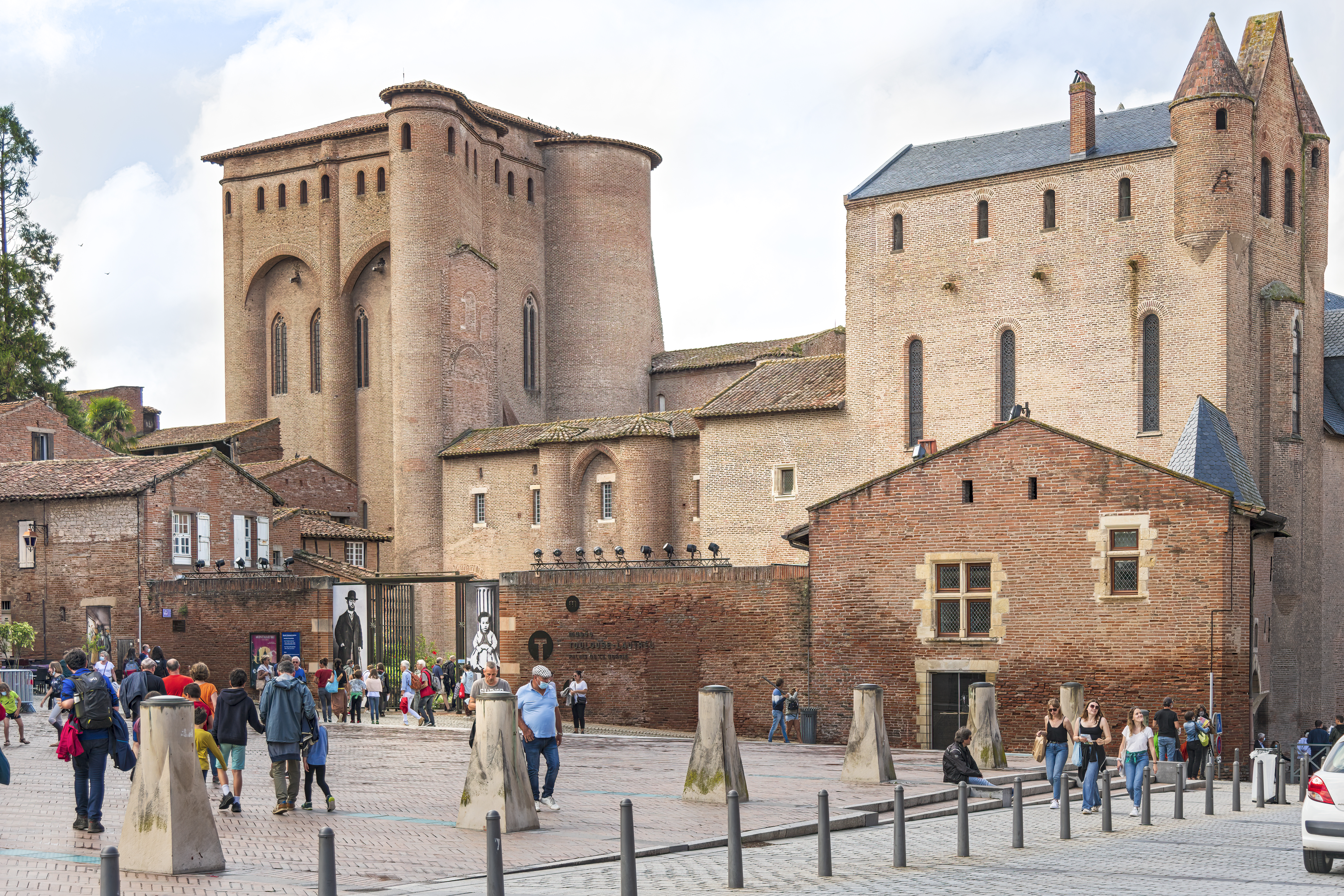
主教宫
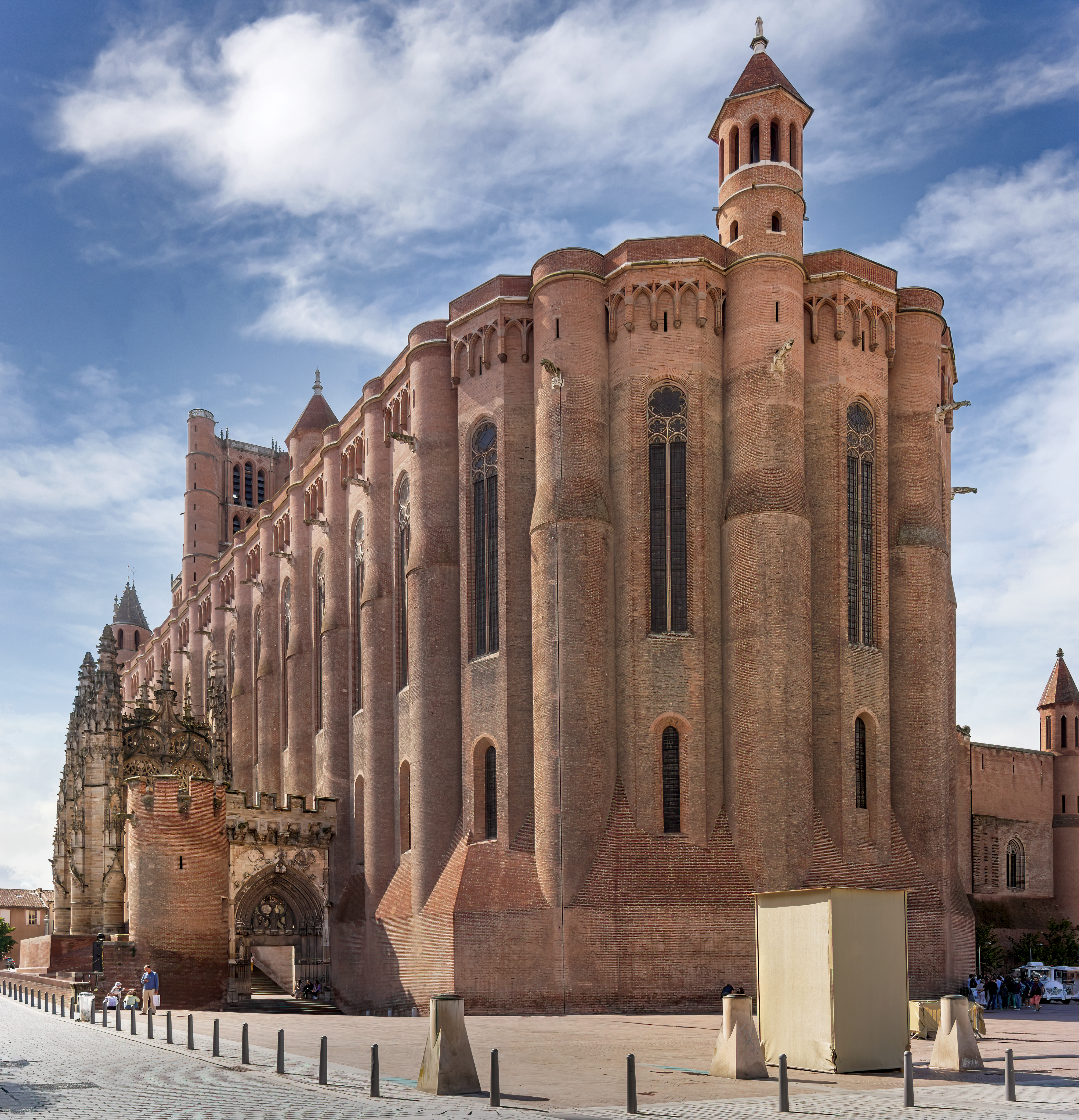
阿爾比聖塞西莉亞大教堂的東景。 後
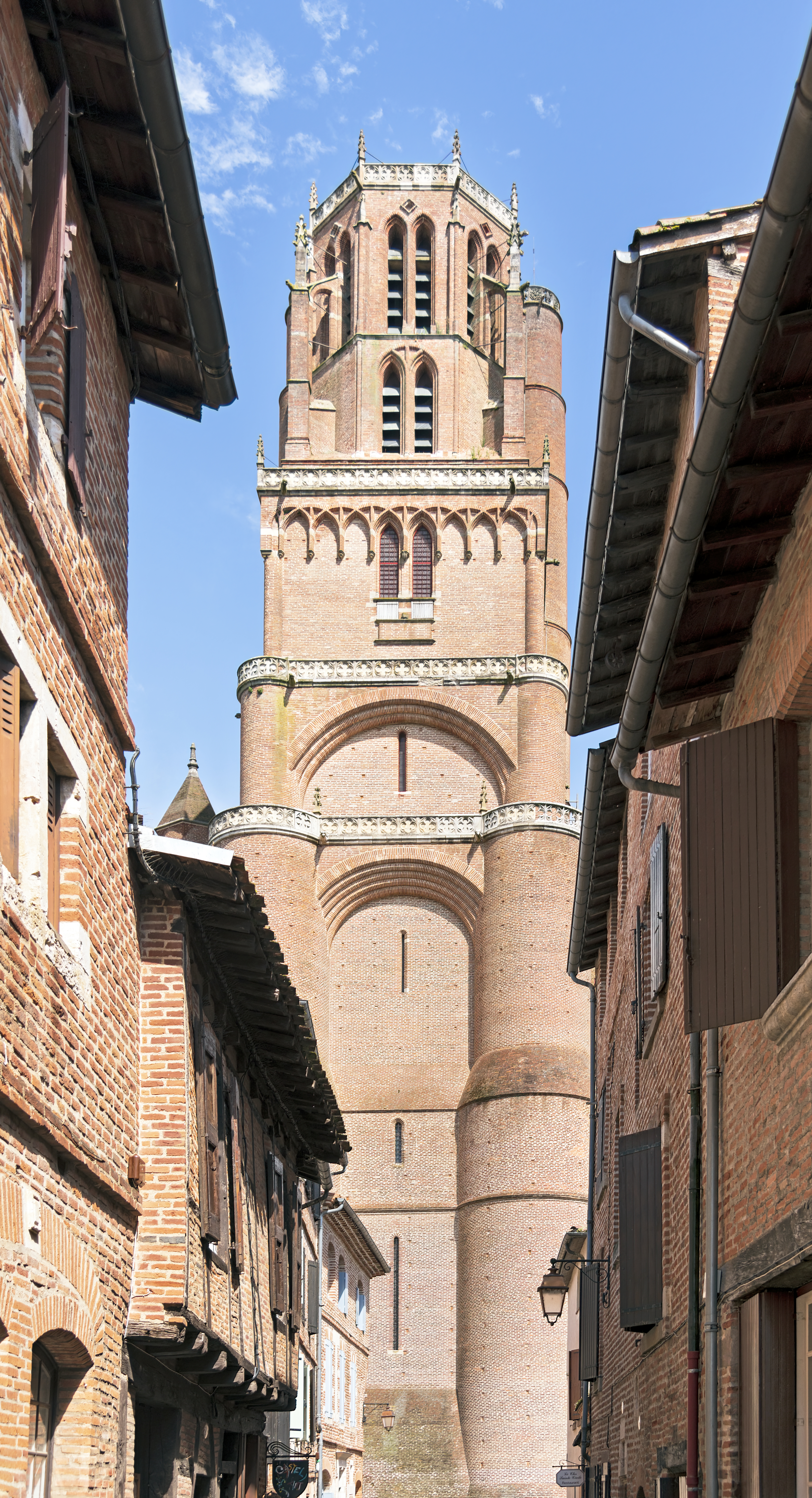
主教座堂的钟楼
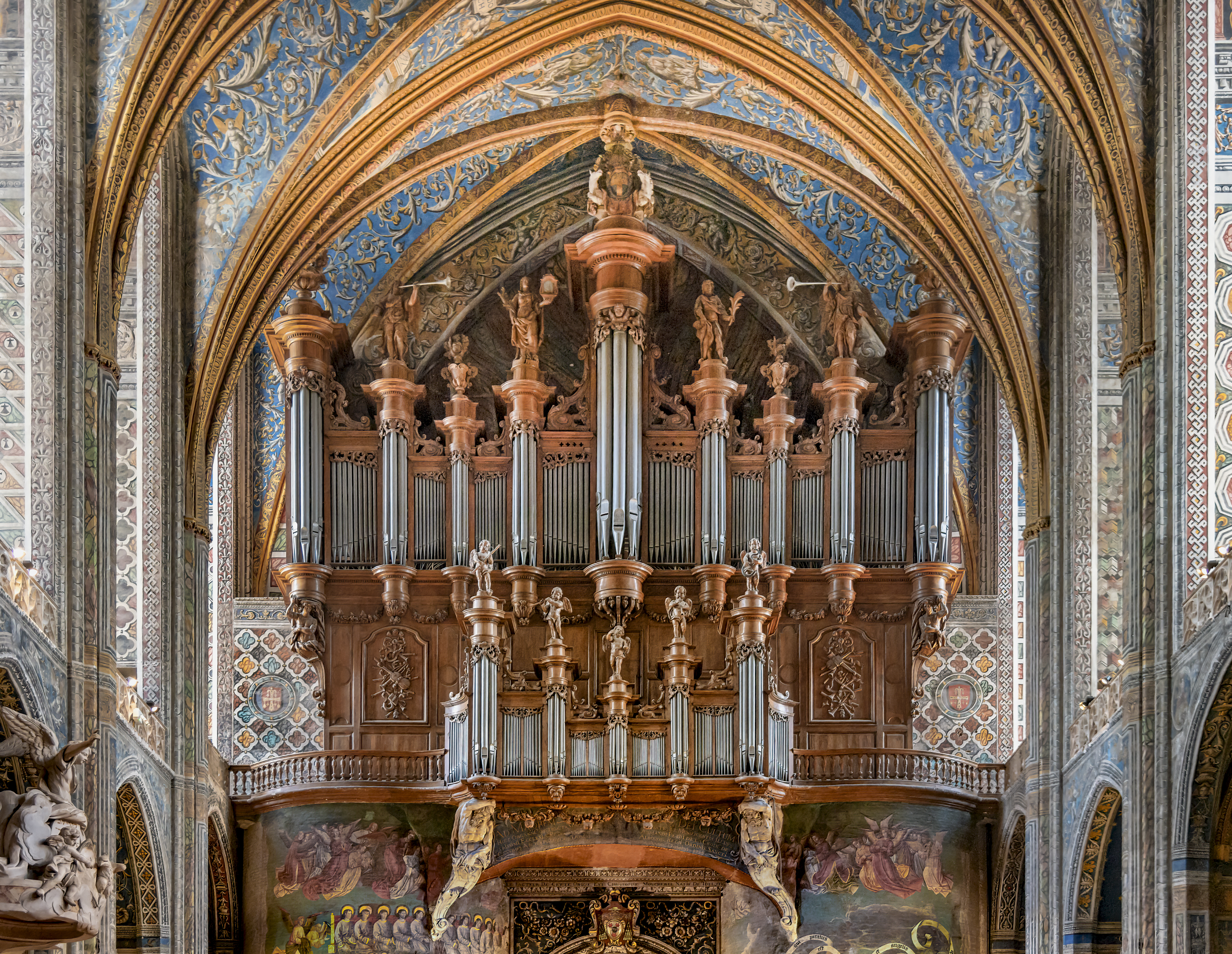
論壇機關
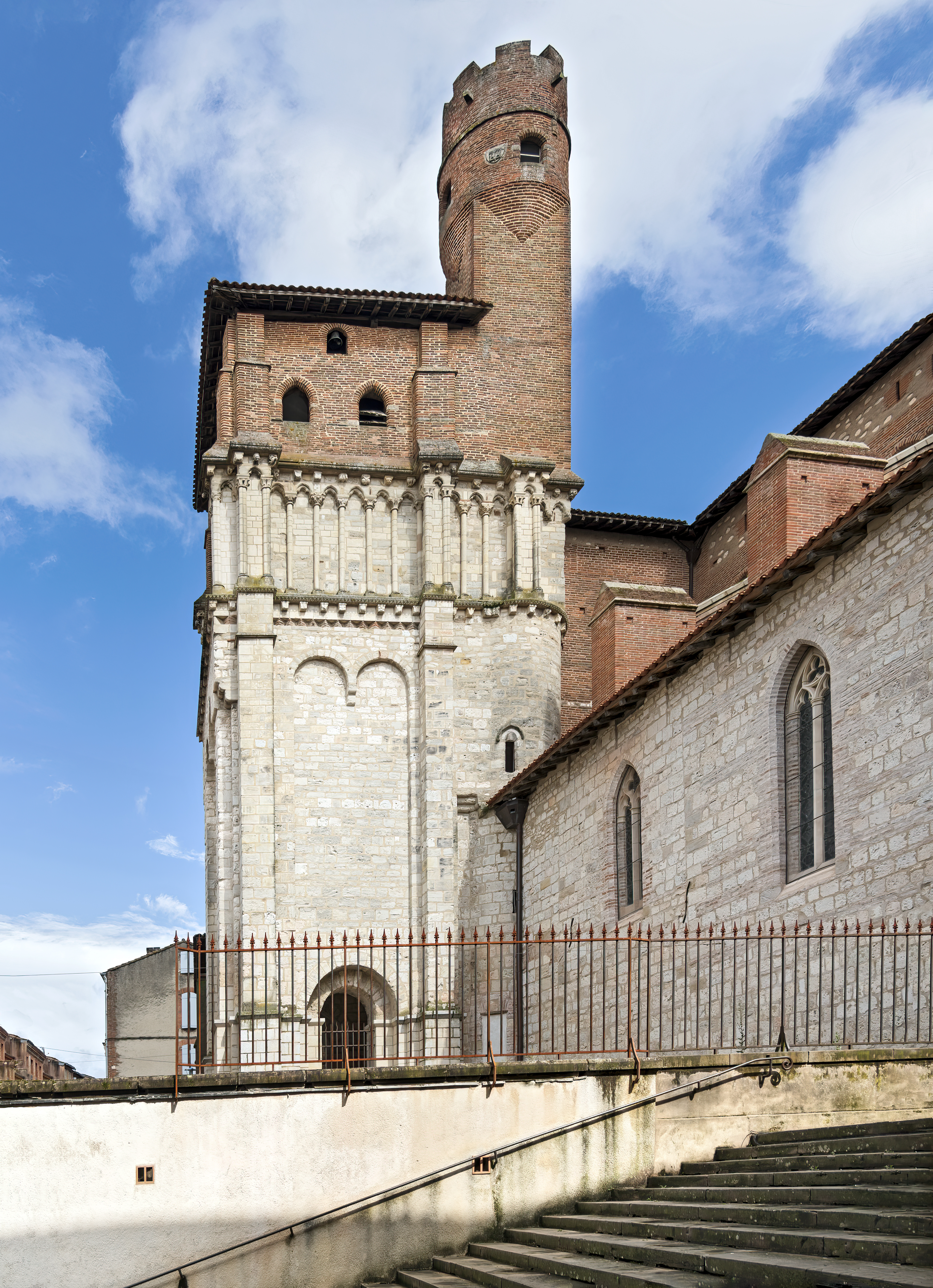
圣沙维乌堂
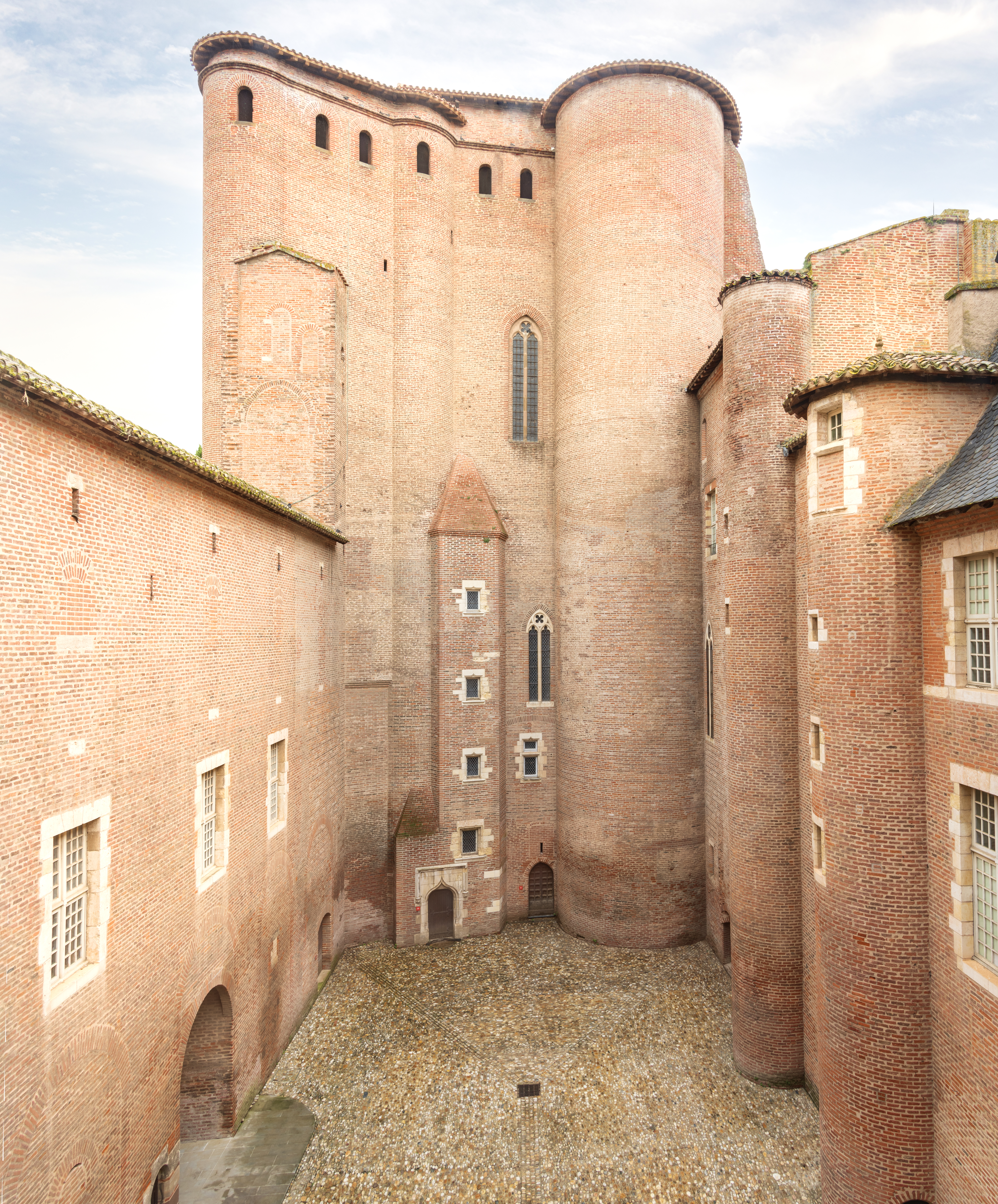
伯比宮的主庭院。
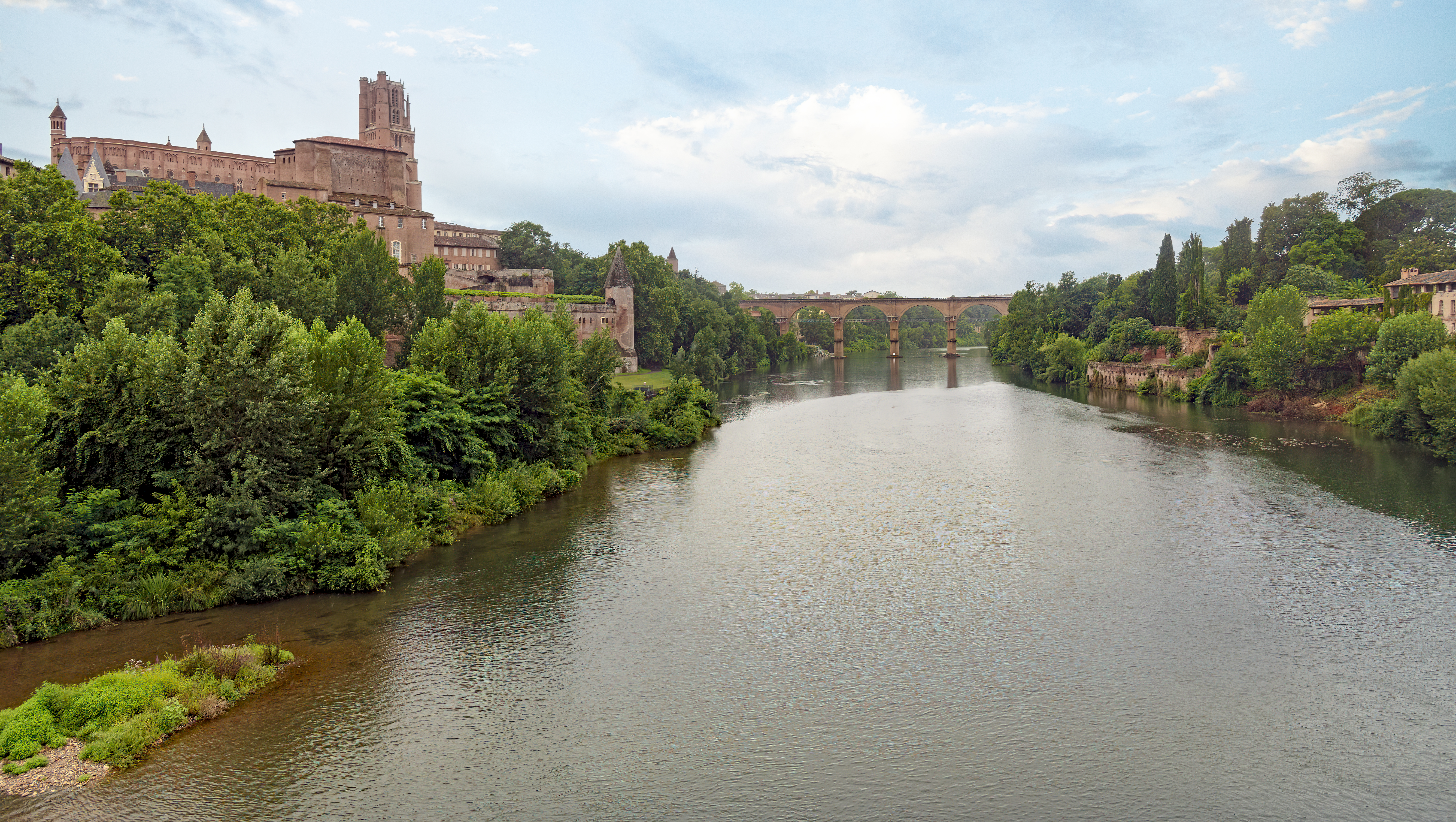
阿爾比的塔恩河
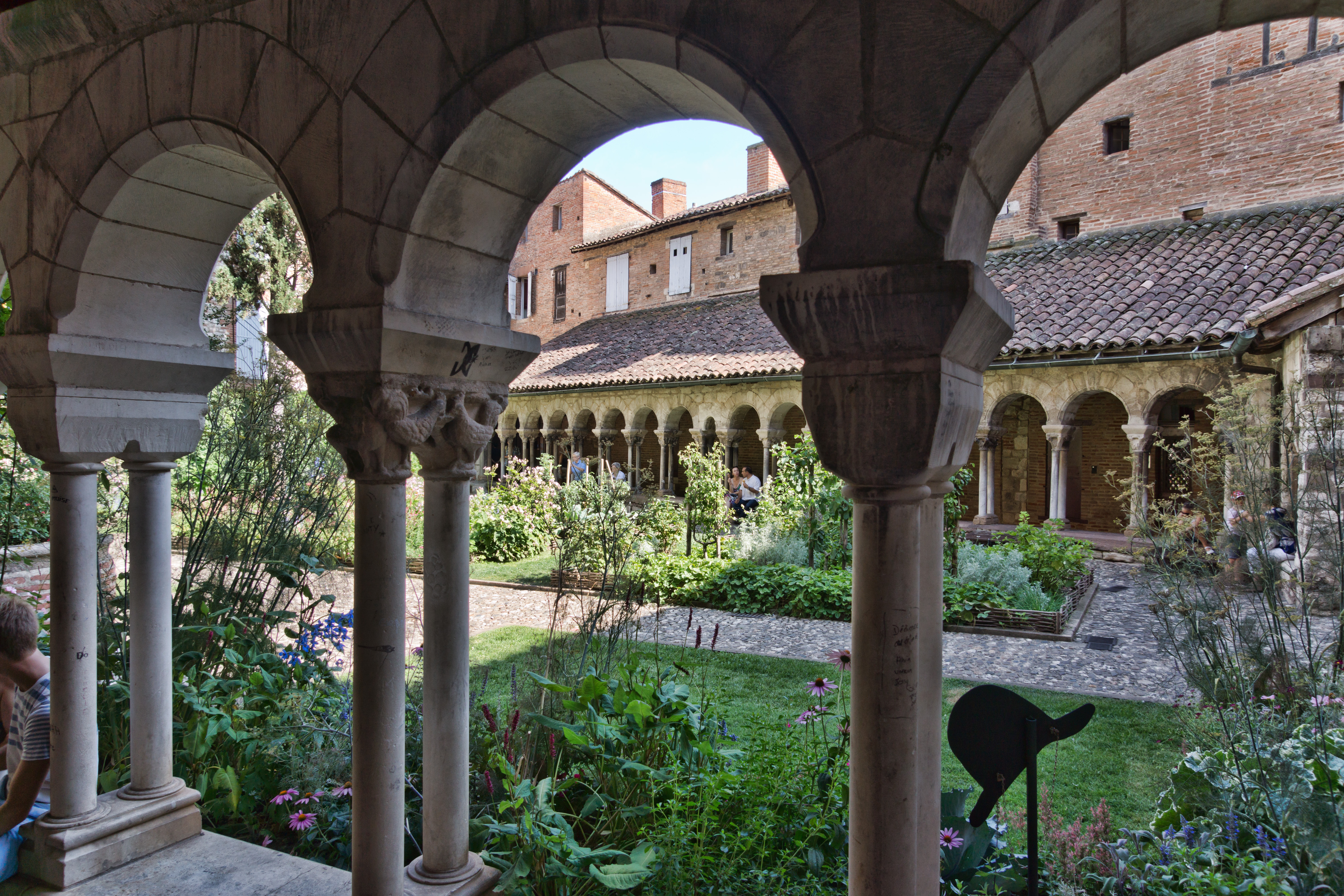
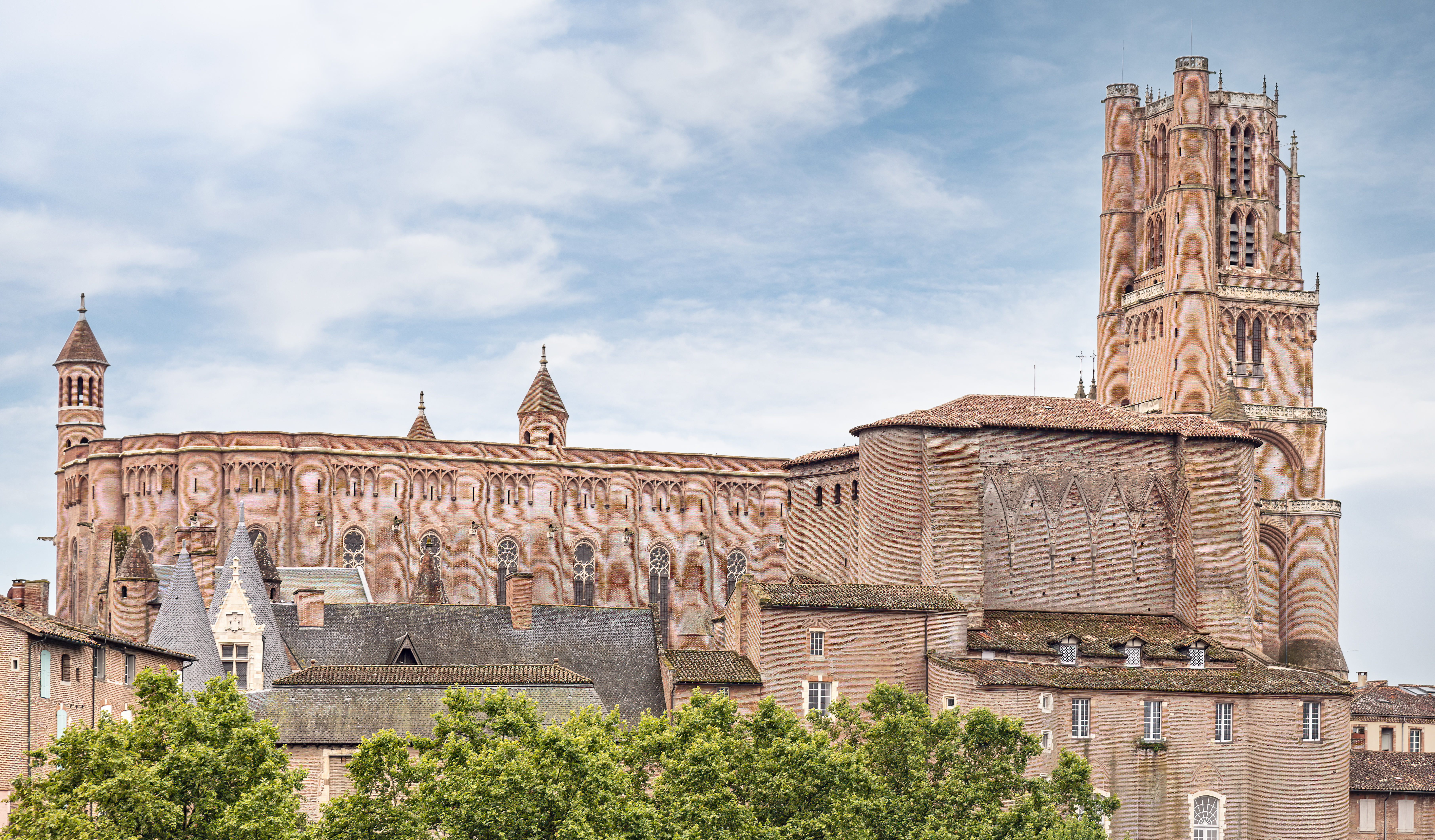
阿爾比 Ste Cécile 大教堂的北景
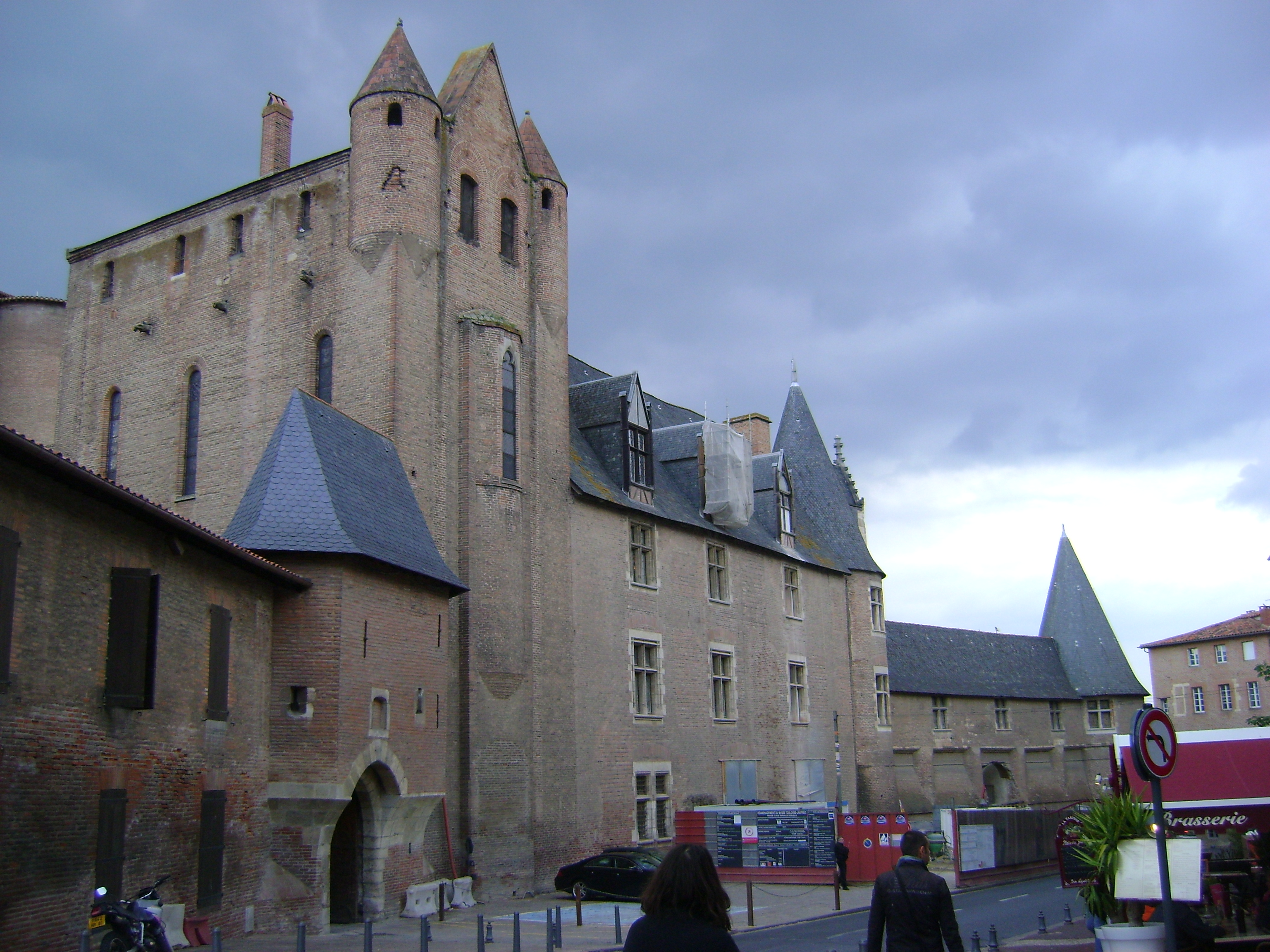
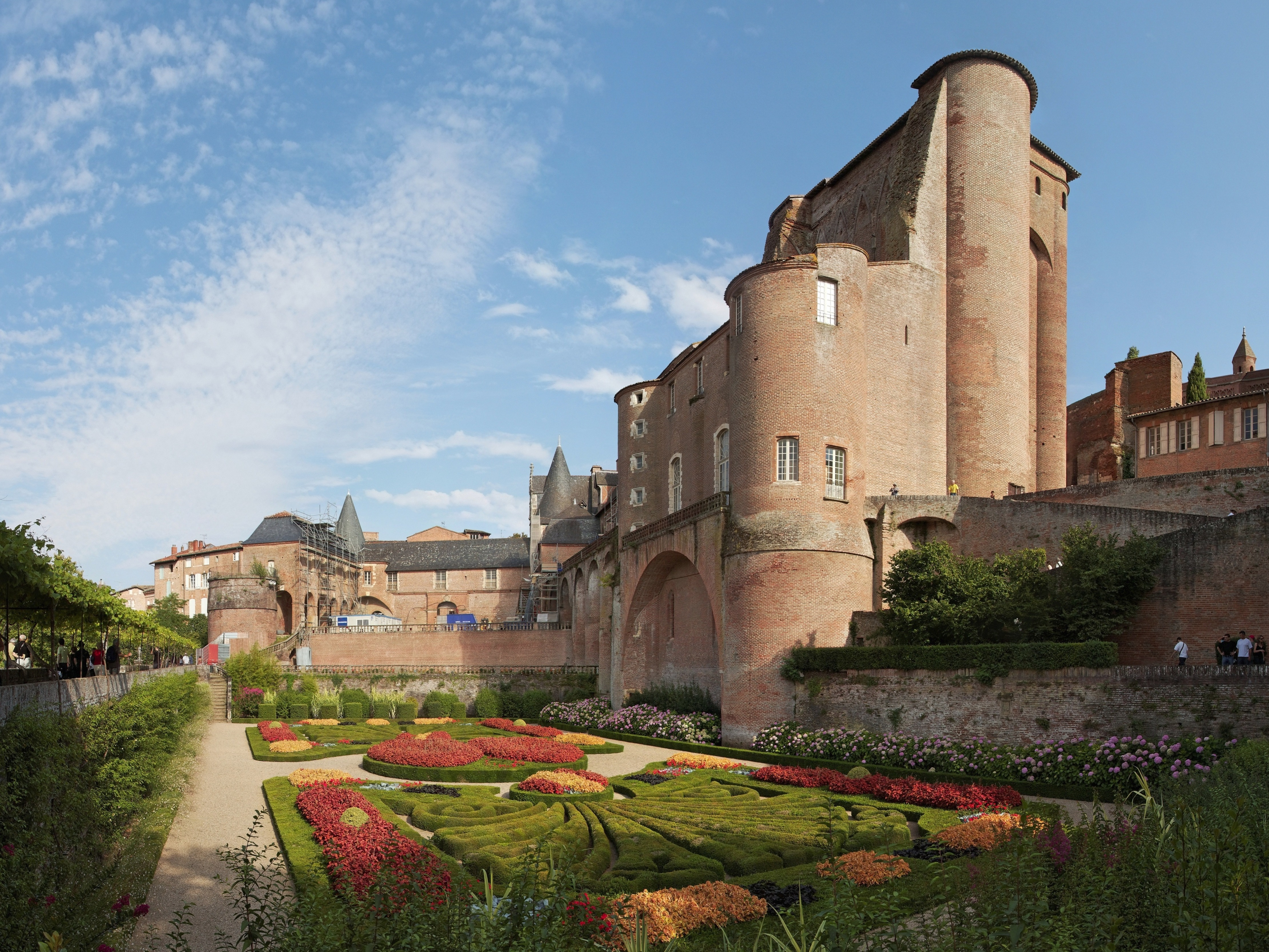
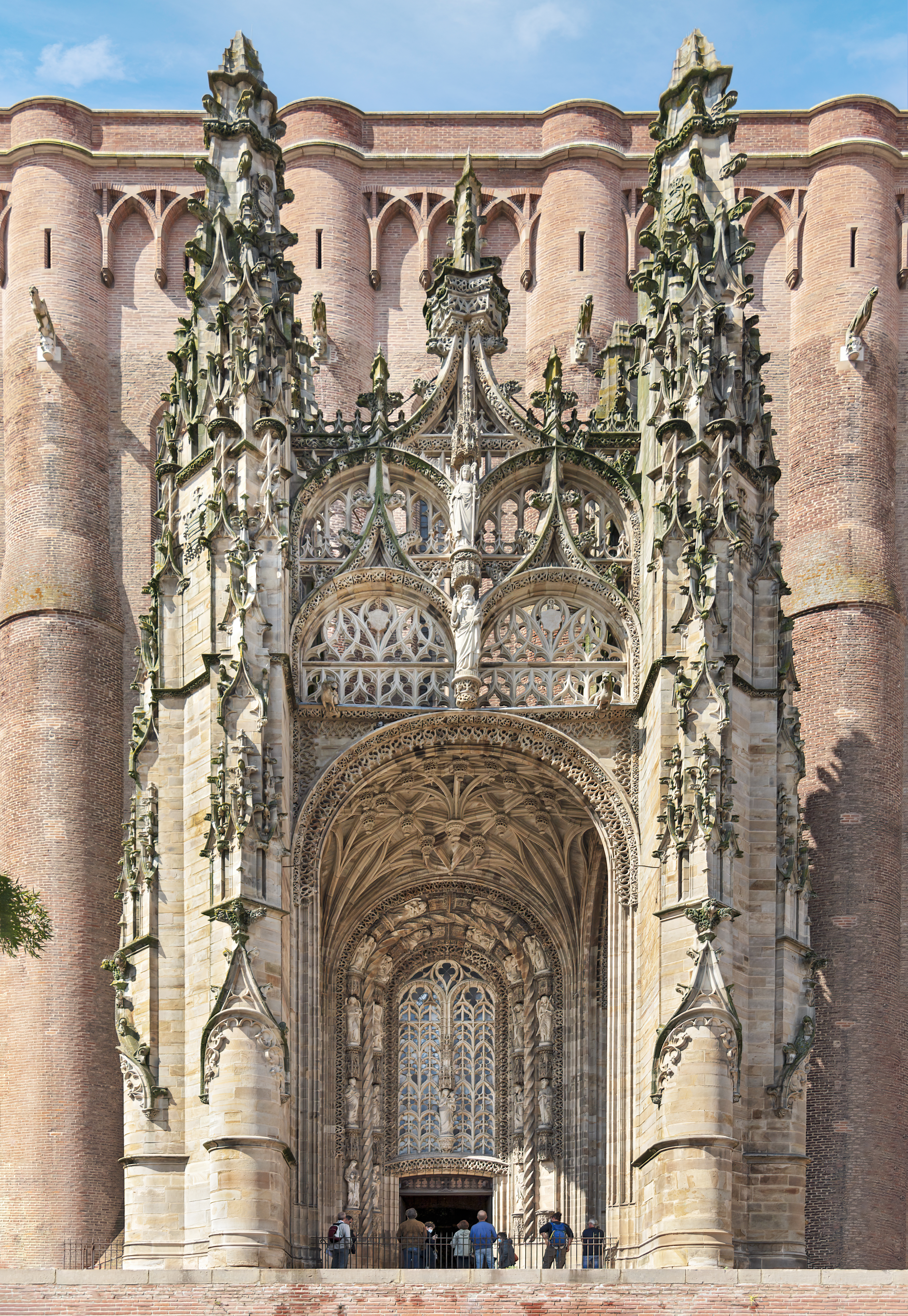
Sainte Cécile 大教堂南面的门
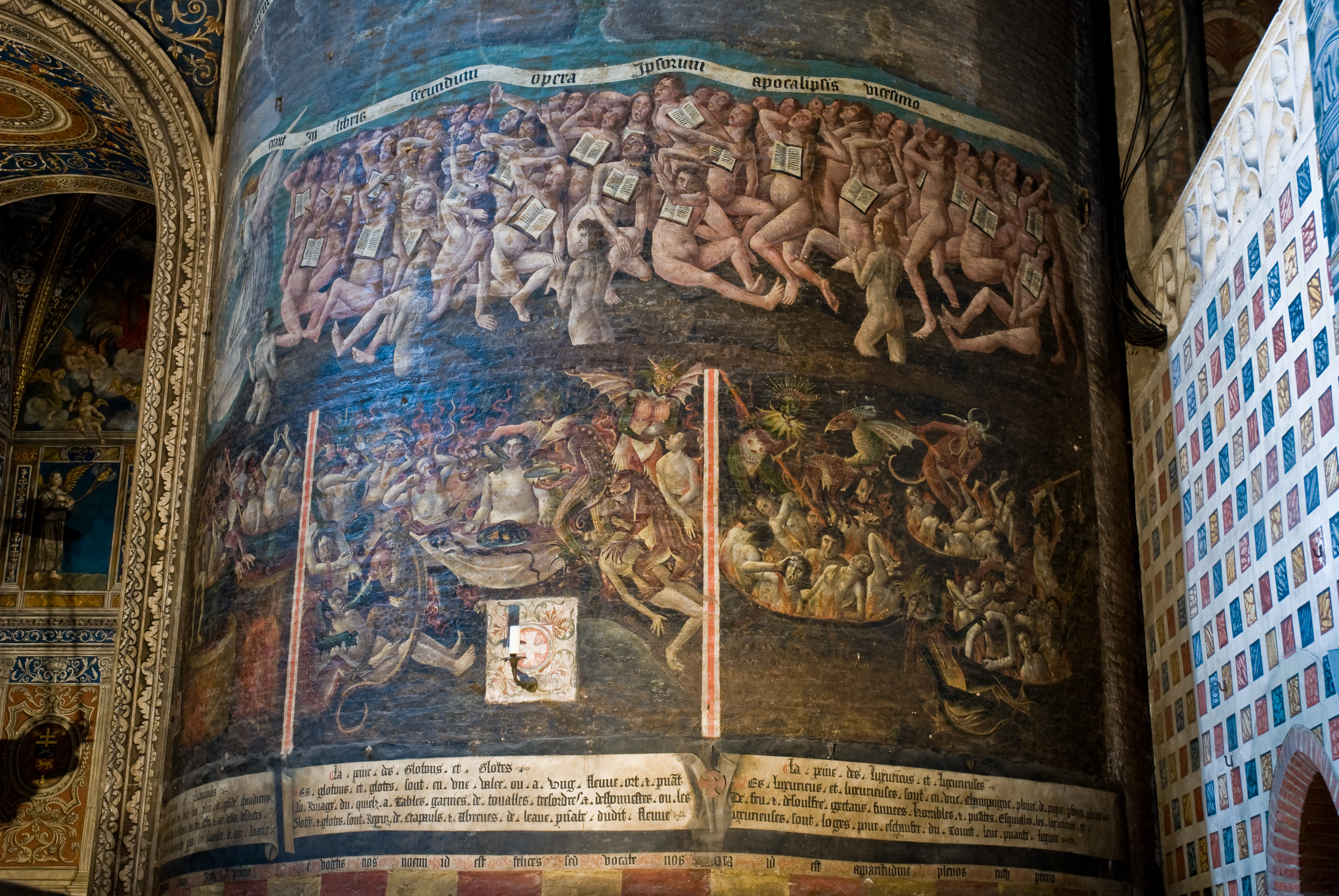
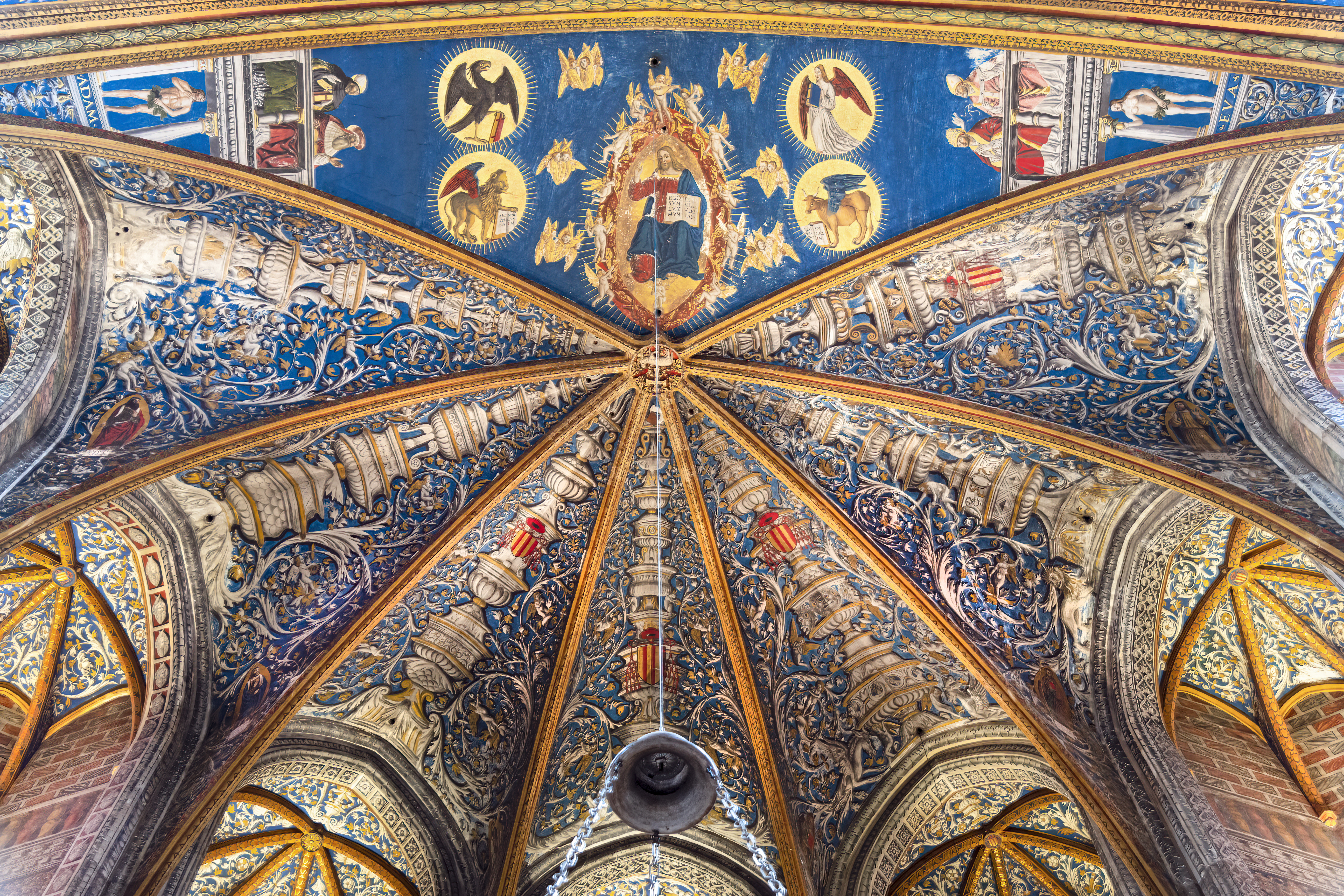
合唱團天花板
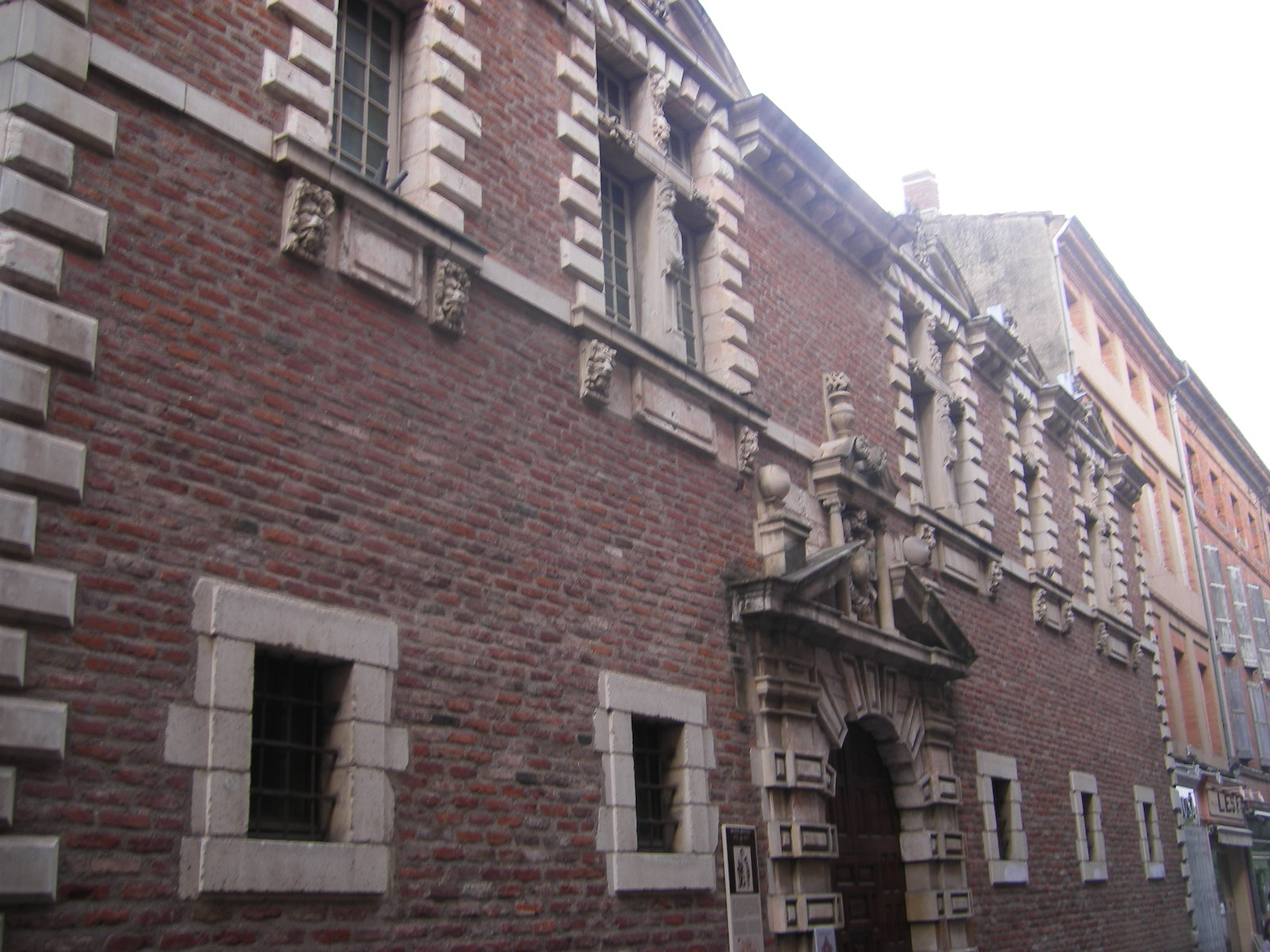
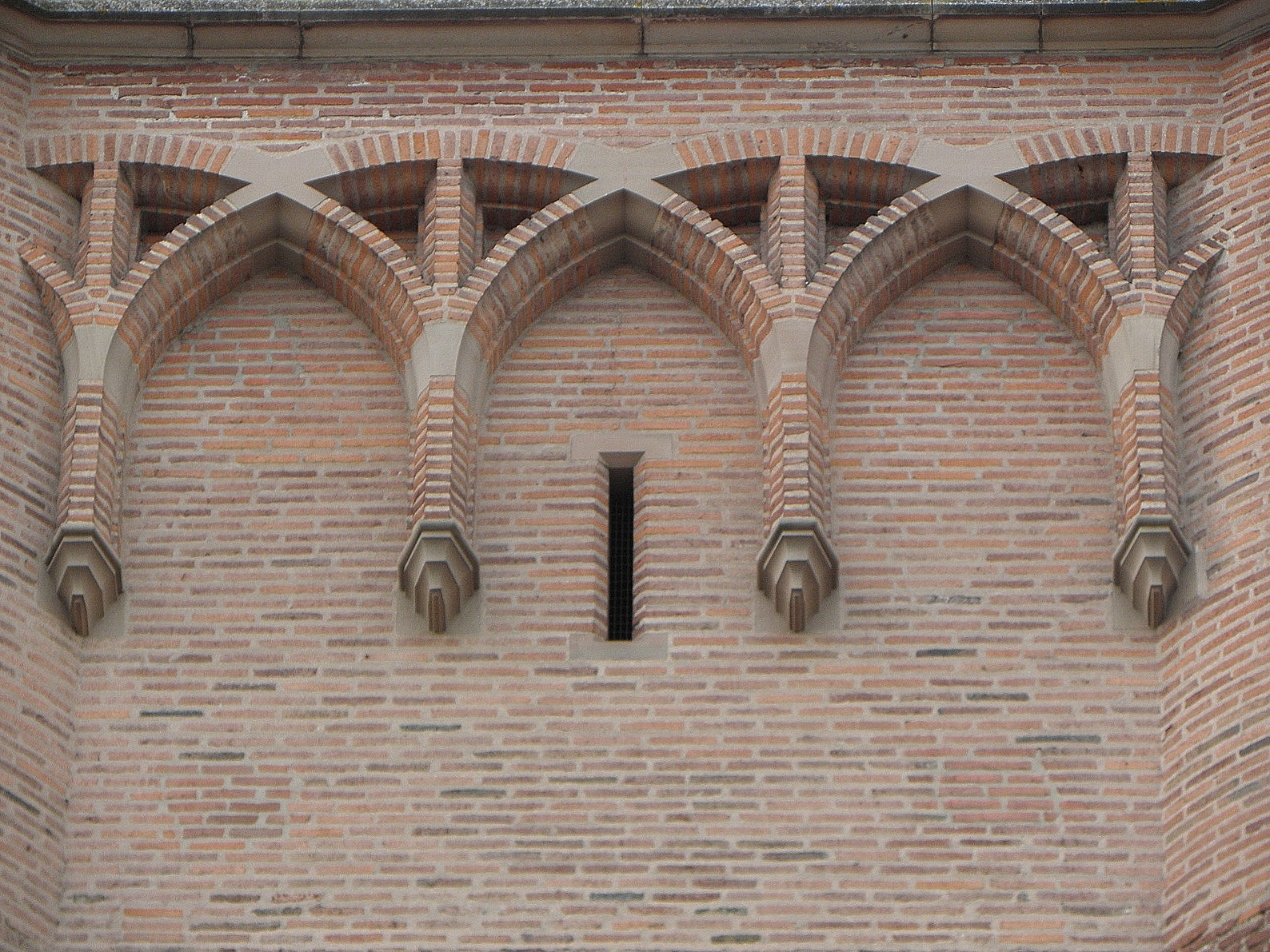
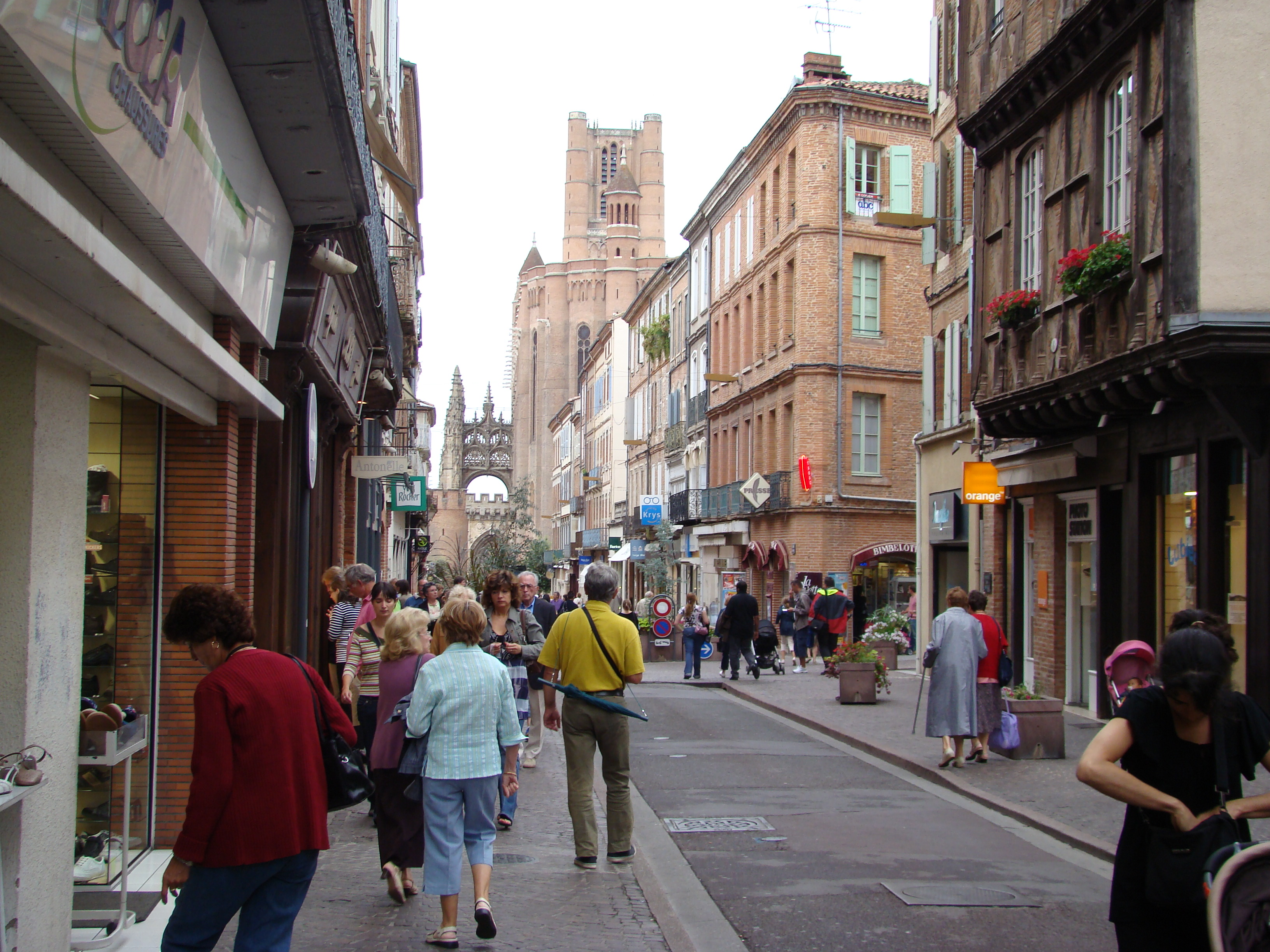
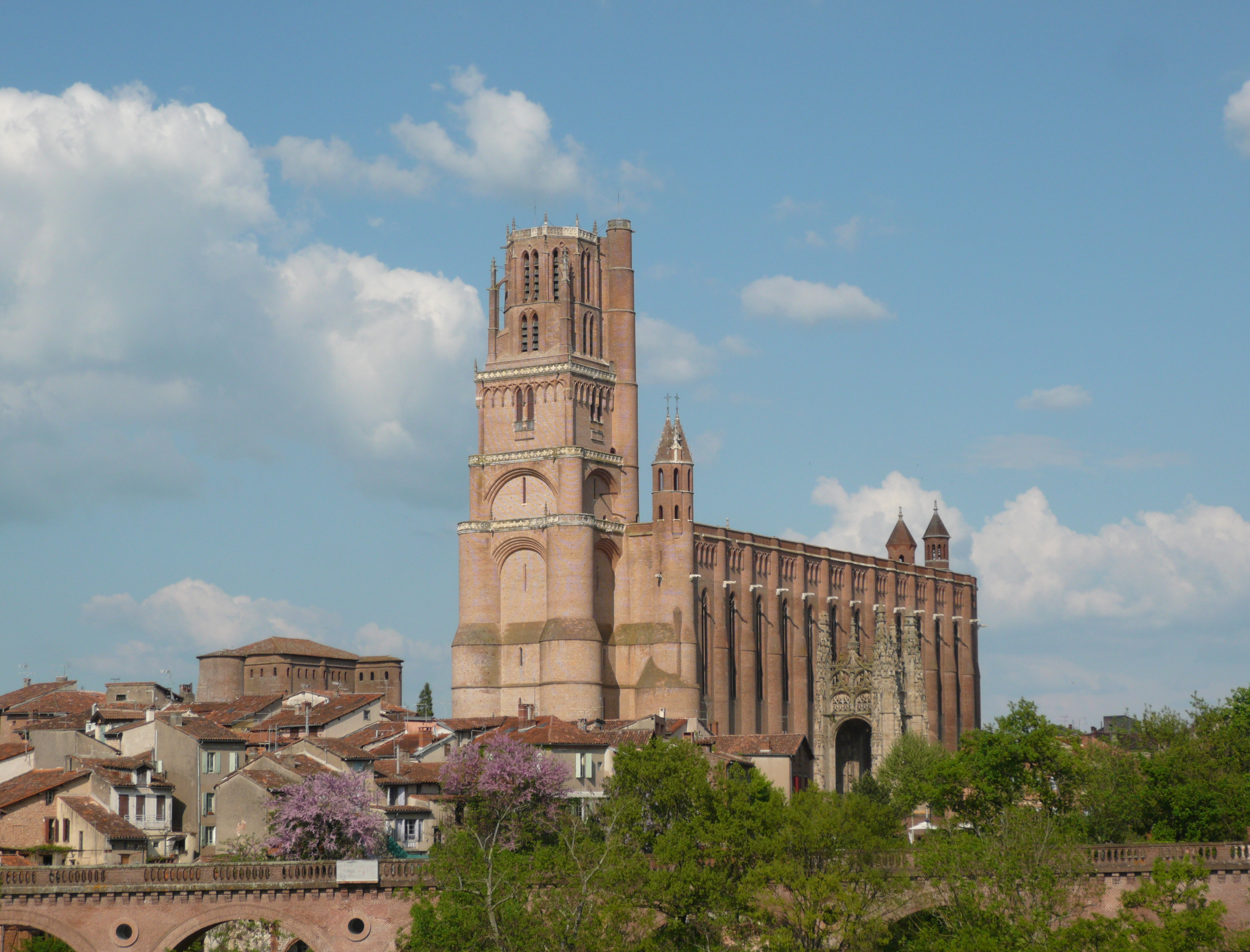
主教座堂
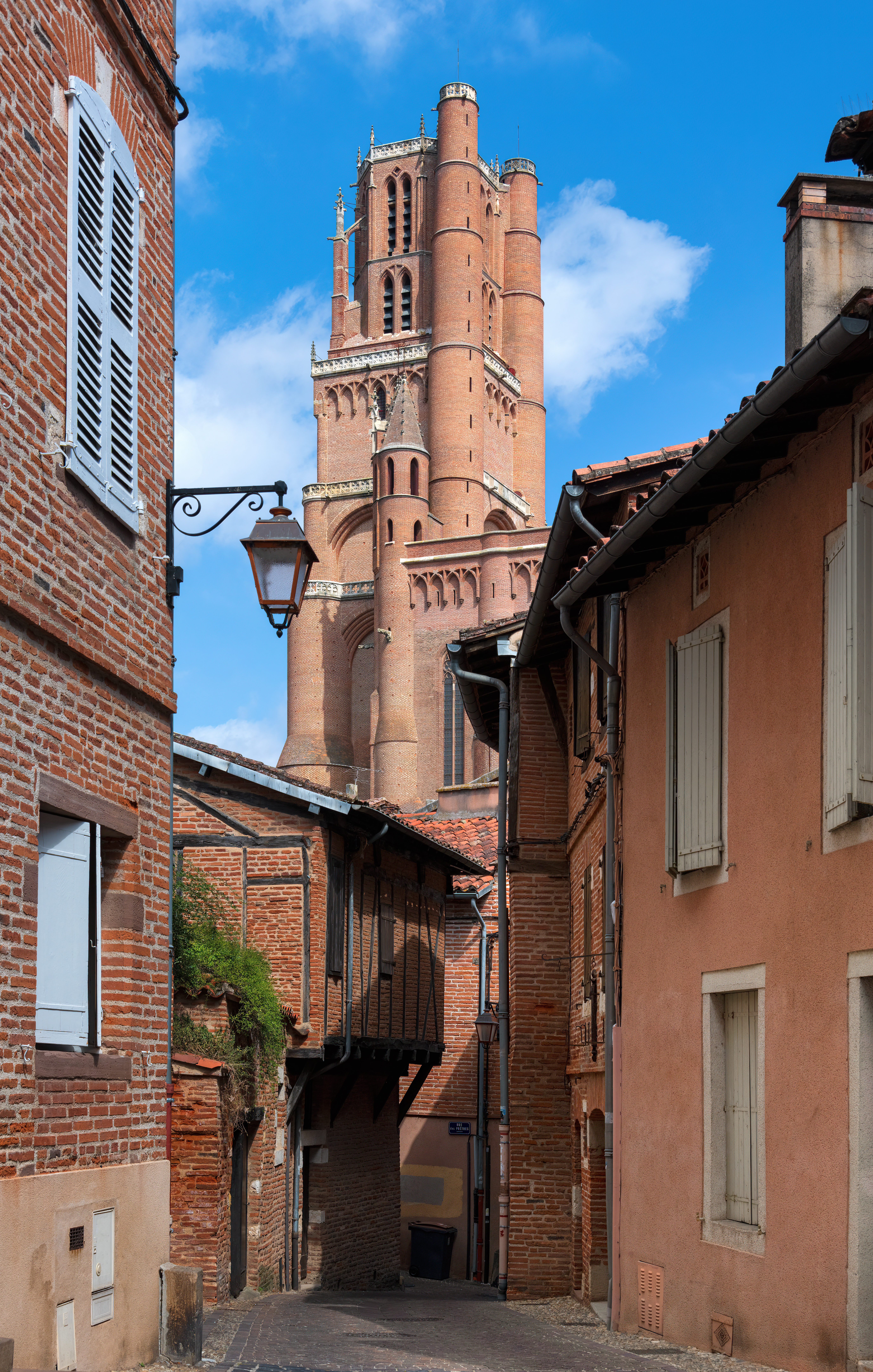
红砖建筑群
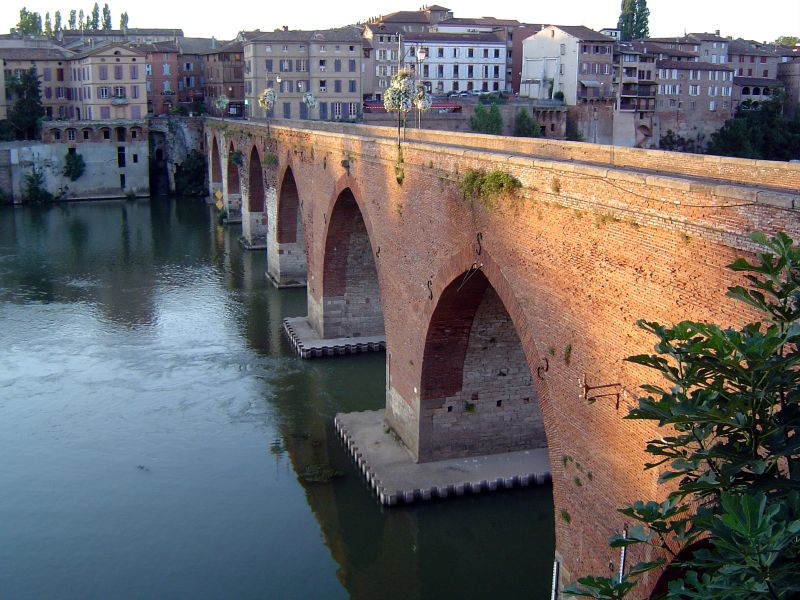
老桥
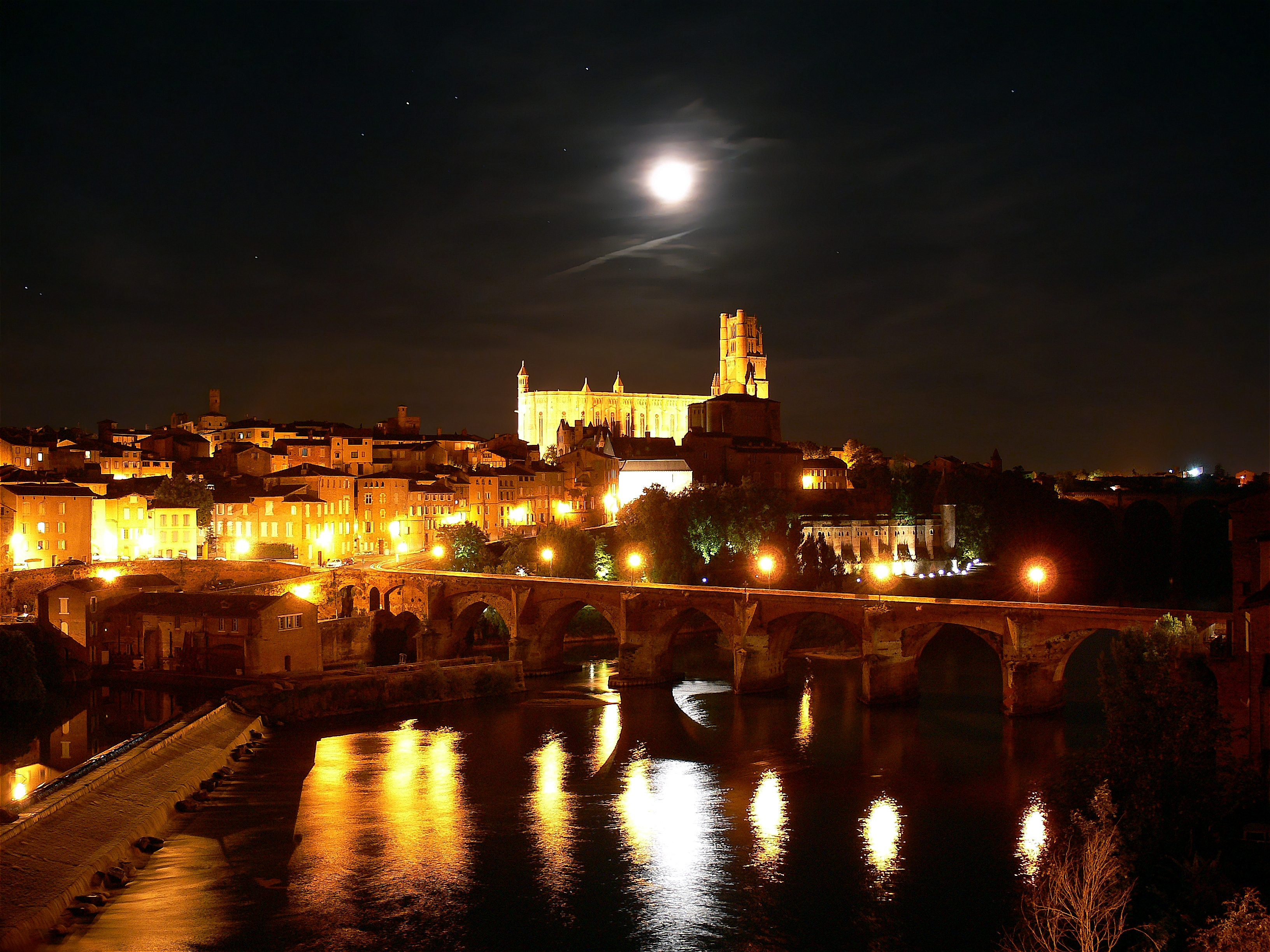